# 卡希纳之战 (米开朗基罗)
《卡希纳之战》是米开朗基罗接受委托，为佛罗伦萨旧宫绘制的一幅未完成的湿壁画。他只创作了模型，就被教宗儒略二世召集到罗马，为儒略二世墓工作；在完成项目之前，他回到佛罗伦萨，用了几个月时间来完成图稿。 